# Siboglinum silone
Siboglinum silone är en ringmaskart som beskrevs av Ivanov 1963. Siboglinum silone ingår i släktet Siboglinum och familjen skäggmaskar. Inga underarter finns listade i Catalogue of Life.